# Astankawiczy (stacja kolejowa)
Astankawiczy (biał. Астанкавічы, ros. Останковичи) – stacja kolejowa w miejscowości Astankawiczy, w rejonie swietłahorskim, w obwodzie homelskim, na Białorusi. Położona jest na linii Żłobin - Mozyrz - Korosteń.